# Szent Adalbert-templom (Bélafalva)
A bélafalvi Szent Adalbert-templom műemlékké nyilvánított épület Romániában, Kovászna megyében. A romániai műemlékek jegyzékében a CV-II-m-B-13137 sorszámon szerepel.